# Plaza Houssay

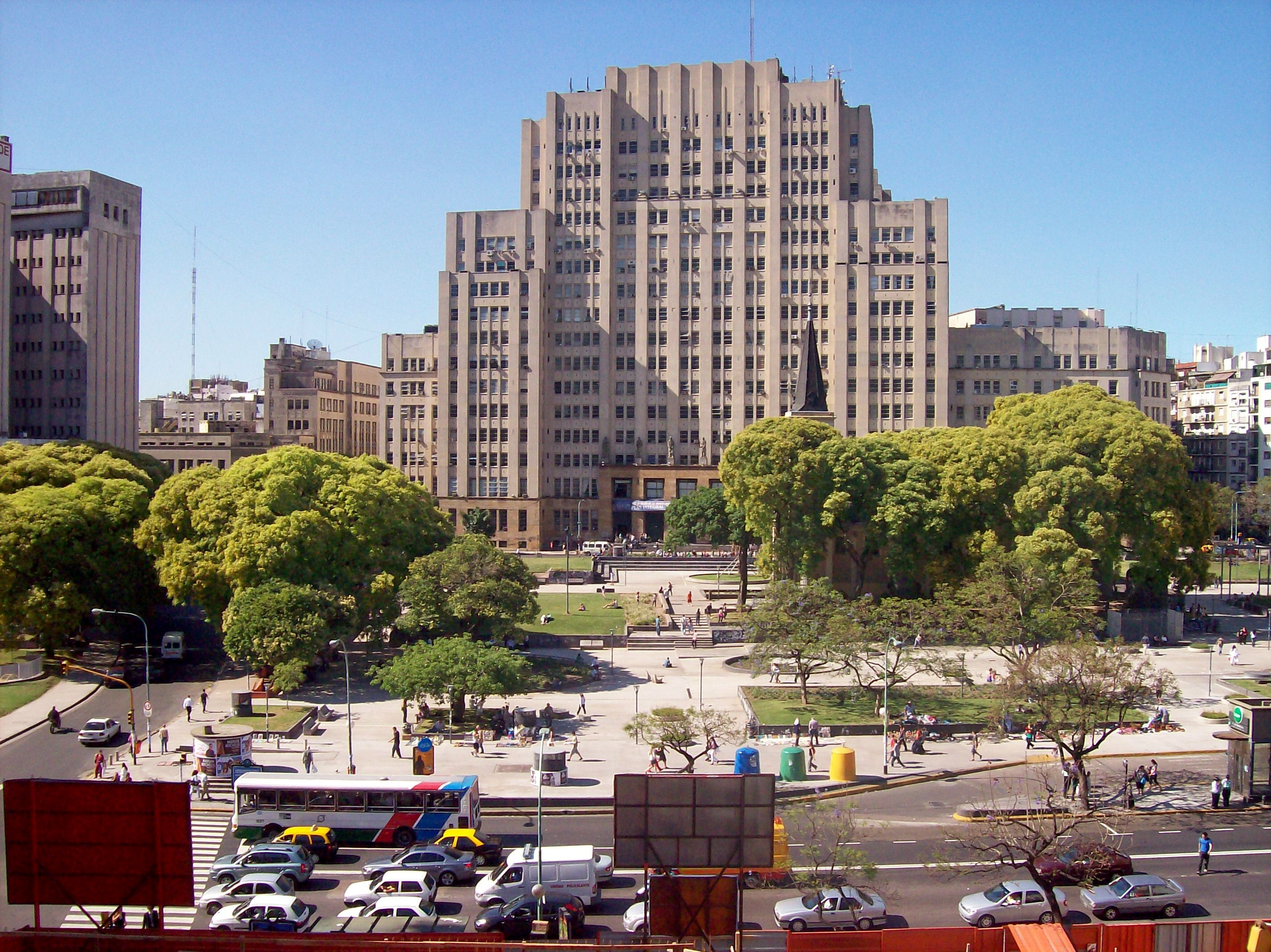
Vista de la plaza y la Facultad de Medicina de la UBA. Tras el grupejo de árboles de la derecha asoma el chapitel o aguja gótica de la parroquia San Lucas, la foto está tomada desde la Facultad de Economía de la UBA.

La Plaza Doctor Bernardo H. Houssay es un espacio verde público de aproximadamente una hectárea  que se encuentra en el límite del barrio de Recoleta con el de Balvanera, de la ciudad de Buenos Aires, Argentina.
Se encuentra en una zona dominada por distintas dependencias de la Universidad de Buenos Aires (UBA). Por el lado sur, se encuentra la sede de la Facultad de Ciencias Económicas y su nuevo edificio anexo (inaugurado el 9 de marzo de 2011). Por el oeste, el gran edificio del Hospital de Clínicas José de San Martín, hospital escuela de los alumnos de la UBA, de arquitectura racionalista monumental con pabellones típica de los años 1940. Y por el norte, el sólido elevado edificio escalonado de estilo internacional  con detalles art deco  de la Facultad de Medicina (1937).

## Historia
En esta manzana delineada por la Avenida Córdoba y las calles Junín, Paraguay y Presidente José E. Uriburu se construyó en 1877 la primera sede estable del Hospital de Clínicas (en ese momento llamado Hospital Buenos Aires), que fue transferido a la Universidad en 1884 —la sede inicial se ubicaba en el predio de la Asistencia Pública, que hoy es la Plaza Roberto Arlt, en pleno microcentro porteño. El hospital resultó rápidamente obsoleto a medida que avanzaban los conocimientos de la medicina a fines del siglo XIX, y ya en 1895 el diputado Eliseo Cantón proponía la construcción del Policlínico "José de San Martín" en reemplazo.
A ese futuro Hospital de Clínicas se le destinó la manzana opuesta sobre la calle Uriburu al hospital ya existente, aunque las obras progresaron muy lentamente, extendiéndose por décadas. Por otra parte, en 1938 se inauguró la estación Facultad de Medicina de la línea IV de la CHADOPyF, actual línea D del subte de Buenos Aires.

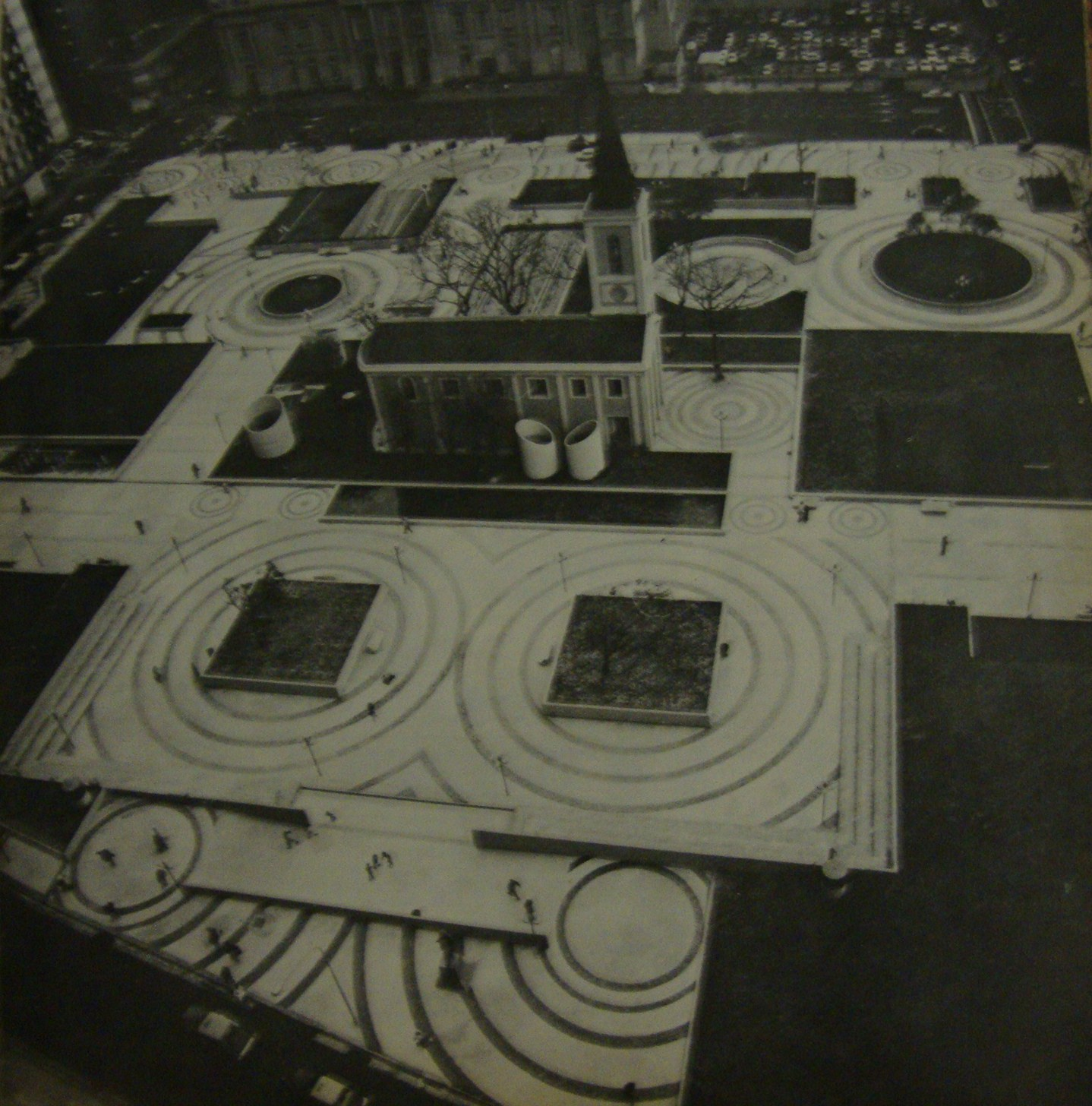
Vista de la plaza desde la Facultad de Medicina (1980)

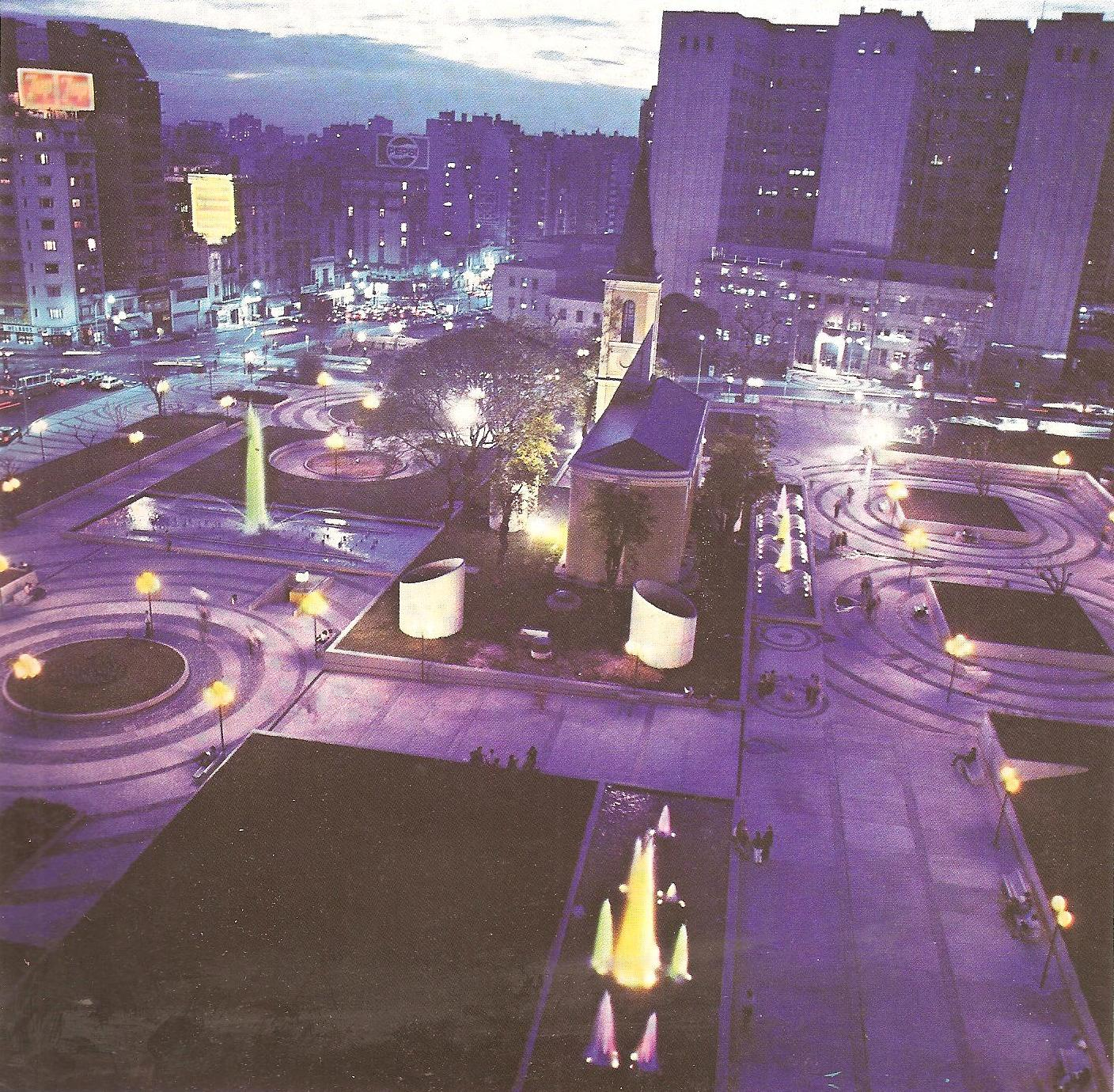
La entonces nueva Plaza Houssay con iluminación nocturna, en 1980 -en el centro vista a vuelo de pájaro la entonces capilla y actual parroquia San Lucas-

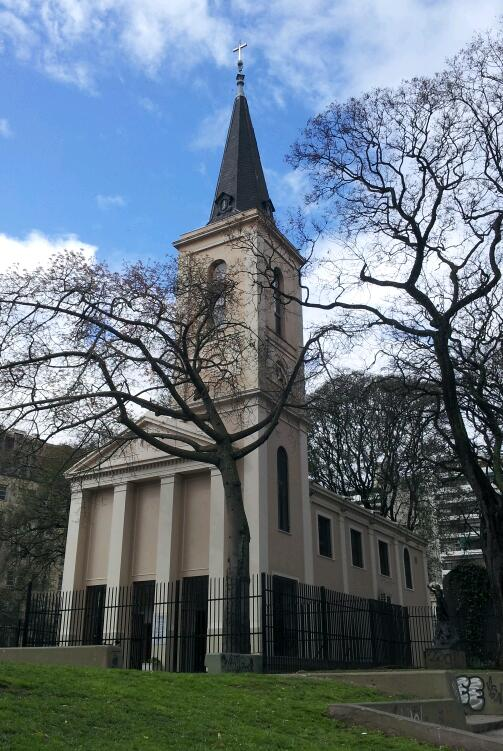
La Parroquia San Lucas

Finalmente, el 7 de febrero de 1975 comenzaron los trabajos de demolición del viejo Hospital de Clínicas, con el proyecto de conservar los edificios de mayor valor histórico, hecho que finalmente solo se cumplió con respecto a la antigua capilla del viejo hospital (actualmente llamada Parroquia San Lucas, de culto católico y de un muy sobrio estilo neogótico: una pequeña nave central con techo a dos aguas precedida por un nártex y una torre de campanario rematada por un chapitel de aguja gótica).
Se llevó adelante un concurso de proyectos, y el elegido fue el de Profesionales Integrados S.A., sociedad integrada por el estudio de los arquitectos Raña Veloso, Álvarez y Forster, el de los ingenieros Lavallaz, Yentel y Asociados, el de Jorge A. Danni y Asociados y el del ingeniero Juan Carlos Rocca y Asociados. El diseño de la plaza y su parquización fue obra de los arquitectos paisajistas Pradial Gutiérrez, Aldo Mario Liberatori, y Román Wellington Peñalba; y bajo la tierra se construyó un estacionamiento con capacidad para 1000 vehículos. La firma constructora fue Eduardo Sánchez Granel S.A., y la plaza fue abierta al público el 9 de julio de 1980, durante la intendencia de facto del Brigadier Osvaldo Cacciatore.[cita requerida]
En los últimos años, la Plaza Houssay ha aparecido en sucesivas noticias en la prensa escrita y noticieros televisivos, debido a frecuentes casos de robo, al asentamiento precario de familias sin techo e indigentes y a la falta de mantenimiento en general. Luego de una remodelación total realizada en 2007, el grupo de marginados que vivía en la plaza fue desalojado. [cita requerida] En los últimos años las cámaras de seguridad registraron numerosos delitos. En 2017 estudiantes universitarios denunciaban que en la plaza eran común secuestros y que había una "zona liberada" en la plaza Houssay.  Estudiantes de distintas carreras reportaron otros intentos de secuestros, que estarían vinculados con redes de trata con fines de explotación sexual.

## Diseño
El nombre que se le dio a la plaza homenajea al médico argentino Bernardo Houssay, Premio Nobel de Medicina de 1947 y el primer latinoamericano laureado con un Premio Nobel en ciencias; el busto de bronce que lo representaba ubicado cerca de la Av. Córdoba frente al ingreso de la Facultad de Economía fue robado durante una noche de los años 1990. 
El diseño de la Plaza Bernardo Houssay fue al mismo tiempo un trabajo de ingeniería y de paisajismo, ya que se integraban una importante playa subterránea de estacionamiento con un espacio público verde. Así, la plaza posee una serie de escalones y desniveles que permiten el acceso de vehículos por la calle Uriburu y la Avenida Córdoba, con la intención de evitar todo lo posible el estorbo al tránsito de ambas arterias, de gran movimiento cotidiano.
Al mismo tiempo, la existencia del estacionamiento condicionó la distribución de los árboles y la parquización del predio, por lo que una importante parte de la superficie de la plaza fue realizada en cemento, con diseños de círculos concéntricos hechos con ladrillo. Luego de una reforma ejecutada en 2007, la plaza perdió estos círculos de ladrillo característicos, ya que los caminos y espacios abiertos fueron revestidos en cemento liso.
Pensada considerando la cantidad de alumnos de las tres facultades públicas cercanas que recorren todos los días la zona, la Plaza Houssay cuenta con dos grandes espacios de cemento con bancos del mismo material en su perímetro, destinados al descanso y a la circulación de grandes volúmenes de personas. Mientras, el arenero infantil fue dispuesto hacia la esquina de Uriburu y Avenida Córdoba, y los juegos infantiles están cruzando la calle Uriburu, en una plazoleta llamada Maimónides que también posee un busto de dicho filósofo sefardí.
En el centro de la plaza, fue conservada la Capilla de San Lucas, que pertenecía al antiguo Hospital de Clínicas, forestada con abundantes árboles mantenidos también de los tiempos del hospital, y rodeada por los respiraderos del estacionamiento subterráneo, que emergen del césped como grandes tubos cortados de forma inclinada. Los árboles que predominan son las tipas de flor amarilla, existen también algunos palos borrachos, etc.
Por último, la plaza Houssay incluyó tres fuentes rectangulares, con sistemas de iluminación artística que eran activadas de noche, aunque en la actualidad están fuera de funcionamiento, ya que sufren de abandono. En la esquina suroeste, desde 1983 existe  una feria de libros usados y artesanías de estilo hippie.
En 2015 la Ciudad comenzó la remodelación que ampliará su superficie verde un 50%, y nueva infraestructura. Inaugurándose en 2017.Actualmente, la plaza tiene una zona gastronómica y de esparcimiento, que incluye locales como McDonald's, Antares o Cinépolis.

## Características
La plaza posee una superficie de 20.710 m², es un área central de tránsito y de esparcimiento del principal polo universitario de la UBA: junto a ella se encuentran la Facultad de Ciencias Económicas, la Facultad de Medicina, la Facultad de Farmacia y Bioquímica, la Facultad de Odontología y el Hospital de Clínicas José de San Martín, además de cuatro Institutos Universitarios de esa casa de estudios.